# Stella Sigurðardóttir
Stella Sigurðardóttir (* 30. März 1990 in Reykjavík, Island) ist eine ehemalige isländische Handballspielerin, die für die isländische Nationalmannschaft auflief.

## Karriere
Stella Sigurðardóttir erlernte das Handballspielen beim isländischen Verein Fram Reykjavík, bei dem sie in der Saison 2005/06 erstmals in der Damenmannschaft eingesetzt wurde. Stella Sigurðardóttir, die für die isländische Juniorinnennationalmannschaft auflief, gab im März 2008 bei einem internationalen Turnier in Portugal ihr Länderspieldebüt für die isländische A-Nationalmannschaft. Im Jahr 2010 gewann sie mit Fram mit dem isländischen Pokal ihren ersten Titel.
Stella Sigurðardóttir erlitt im November 2010 eine Schulterluxation, die eine Teilnahme an der Europameisterschaft 2010 verhinderte. Im Februar 2011 kehrte sie wieder auf das Spielfeld zurück. Im selben Monat gewann sie mit Fram erneut den isländischen Pokal. Im Dezember 2011 nahm sie mit der isländischen Auswahl an der Weltmeisterschaft 2011 teil, die Island auf dem zwölften Platz abschloss. Stella Sigurðardóttir  warf im Turnierverlauf 22 Tore. Ein Jahr später nahm sie mit der isländischen Auswahl an der Europameisterschaft teil, mit der sie nach der Vorrunde ausschied. Mit Fram gewann sie 2013 die isländische Meisterschaft.
Stella Sigurðardóttir wechselte im Sommer 2013 zum dänischen Erstligisten SønderjyskE Håndbold. Kurz darauf übernahm sie von Hrafnhildur Skúladóttir das Kapitänsamt der isländischen Nationalmannschaft. Im November desselben Jahres erhielt sie in einem Länderspiel von einer gegnerischen Spielerin einen Schlag ins Gesicht. Hierdurch verlor sie unter anderem temporär die Sehfähigkeit auf einem Auge. Im Januar 2014 wurde sie in einem Ligaspiel mit SønderjyskE erneut von einem schweren Schlag am Kinn getroffen. Anschließend war sie anfangs bettlägerig und litt später schon bei geringen sportlichen Betätigungen unter Kopfschmerzen. Infolgedessen legte sie eine lange Pause ein und unterschrieb erst im Januar 2021 einen Vertrag bei Fram Reykjavík. Nachdem Stella Sigurðardóttir im Jahr 2022 mit Fram ihren zweiten Meistertitel gewonnen hatte, beendete sie ihre Karriere.